# Sigmoria disjuncta
Sigmoria disjuncta är en mångfotingart som beskrevs av Shelley 1981. Sigmoria disjuncta ingår i släktet Sigmoria och familjen Xystodesmidae. Inga underarter finns listade i Catalogue of Life.